# Röhren-Embargo
Das Röhren-Embargo war ein gegenüber den Staaten des Ostblocks – speziell gegenüber der Sowjetunion – verhängtes Embargo, das den Export von Großröhren für den Bau von Gas- und Öl-Pipelines ab 1963 nahezu komplett unterband. Das Röhren-Embargo wurde in der Bundesrepublik Deutschland am 18. Dezember 1962 verkündet und setzte einen Beschluss des NATO-Rates um, der in der Zeit des Kalten Krieges die Politik der kleinen Nadelstiche verfolgte, um die Entwicklung des Ostblockes so weit wie möglich zu behindern. Insbesondere sollte der Bau der Erdölleitung Freundschaft verhindert werden, die die DDR mit Rohöl aus der Sowjetunion beliefern sollte. Die Fertigstellung dieser und weiterer Pipeline-Projekte wurde allerdings nur verzögert.
Das Embargo hatte für die Entwicklung der Ost-West-Beziehungen weitreichende Folgen, da es die wirtschaftlichen Beziehungen zu östlichen Handelspartnern extrem erschwerte, weil auch bereits unterzeichnete Verträge der Unternehmen Mannesmann, Phoenix-Rheinrohr und Hoesch nicht mehr erfüllt werden konnten. Das Embargo hatte Bestand bis November 1966, da es außer dem durch den Vertrauensverlust für die westliche Welt entstandenen Schaden keinen nennenswerten Einfluss hatte. Für westdeutsche Firmen kam der direkte Export von Röhren in die Sowjetunion wieder in Gang mit den 1970 begonnenen Röhren-Erdgas-Geschäften.